# Herennia
Herennia is een geslacht van spinnen uit de familie van de wielwebspinnen (Araneidae) die voorkomen in Australazië. Sinds de 19e eeuw kende men al twee soorten, waaraan in 2005 negen nieuwe soorten werden toegevoegd. Spinnen in dit geslacht worden in het Engels ook wel coin spiders (muntspinnen) genoemd.

## Soorten
- Herennia agnarssoni Kuntner, 2005 — Salomonseilanden
- Herennia deelemanae Kuntner, 2005 — Borneo
- Herennia etruscilla Kuntner, 2005 — Java
- Herennia gagamba Kuntner, 2005 — Filipijnen
- Herennia jernej Kuntner, 2005 — Sumatra
- Herennia milleri Kuntner, 2005 — Nieuw-Guinea, Nieuw-Brittannië
- Herennia multipuncta (Doleschall, 1859) — van India tot China, Borneo, Sulawesi
- Herennia oz Kuntner, 2005 — Noordelijk Territorium
- Herennia papuana Thorell, 1881 — Nieuw-Guinea
- Herennia sonja Kuntner, 2005 — Kalimantan, Sulawesi
- Herennia tone Kuntner, 2005 — Filipijnen